# Almanacco di Cagliari
L'Almanacco di Cagliari è una rivista fondata e diretta da Vittorio Scano a Cagliari, dove ha sede, ed è di periodicità annuale.
La rivista ogni anno pubblica articoli di argomento storico, economico e sociale, non solo sul capoluogo sardo ma su tutta la Sardegna, scritti da giornalisti e intellettuali sardi.
Tra i collaboratori più importanti che negli anni vi hanno scritto, possiamo citare: Giovanni Lilliu, Francesco Alziator, Francesco Cesare Casula, Antonio Romagnino, Paolo De Magistris.
Uno dei tratti distintivi della rivista sono le copertine, in cui sono riprodotte opere dell'artista cagliaritano Cosimo Canelles, spesso realizzate appositamente; dopo la morte del pittore stesso (2007) sono riprodotte opere realizzate intorno ai primi anni 2000.